# Jüdisches Viertel von Damaskus

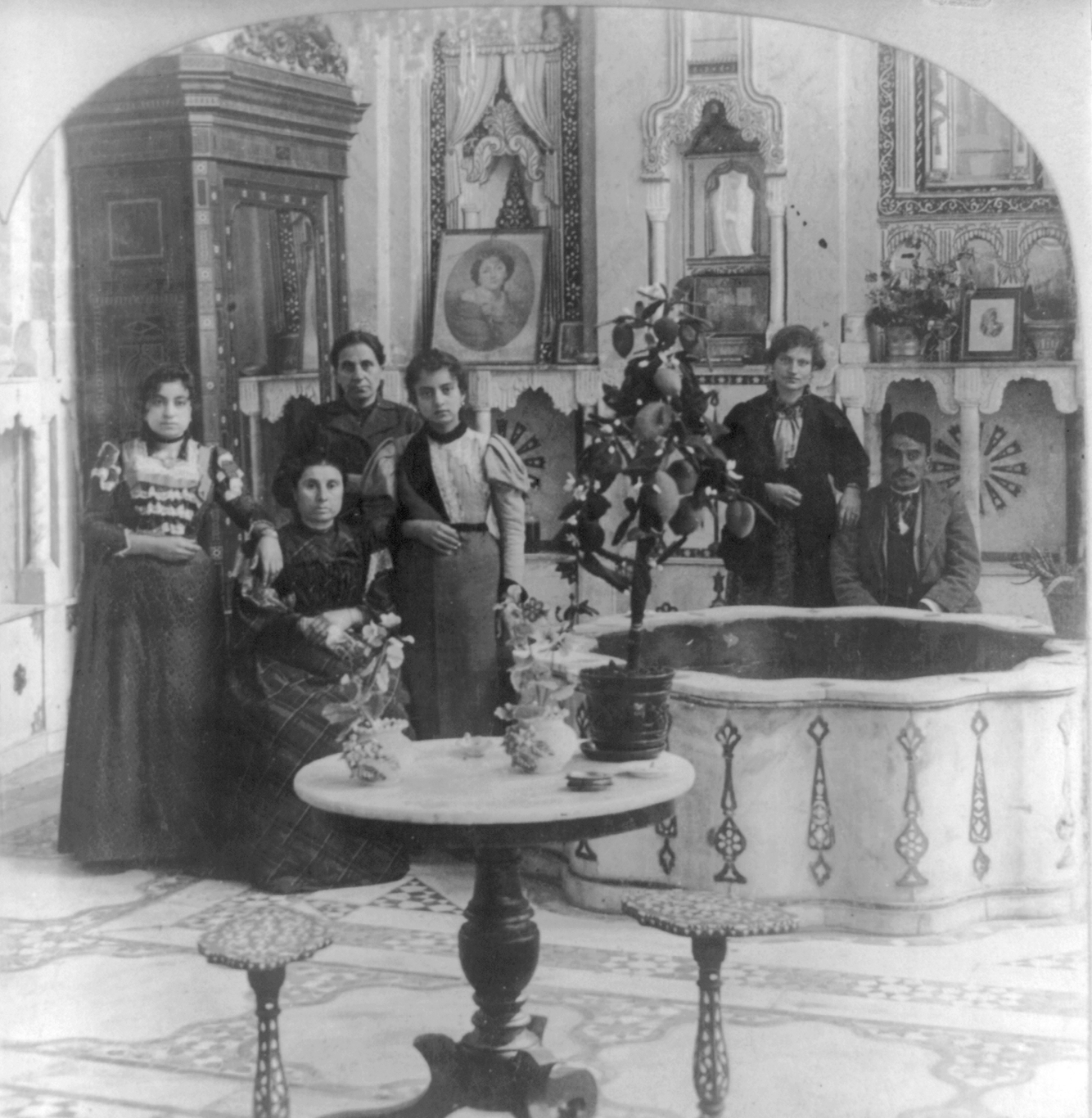
Jüdische Familie in Damaskus, 1910

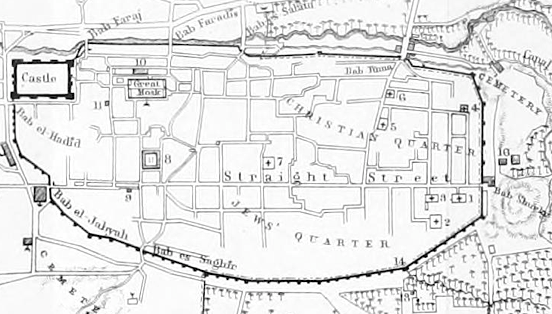
Altstadt von Damaskus 1855, mit Stadttoren und Stadtmauer. Im Südosten, südlich der Geraden Straße, bei den Stadttoren Bab Sharky und Bab Kisan das Jüdische Viertel (Jewish Quarter), im Nordosten das christliche.

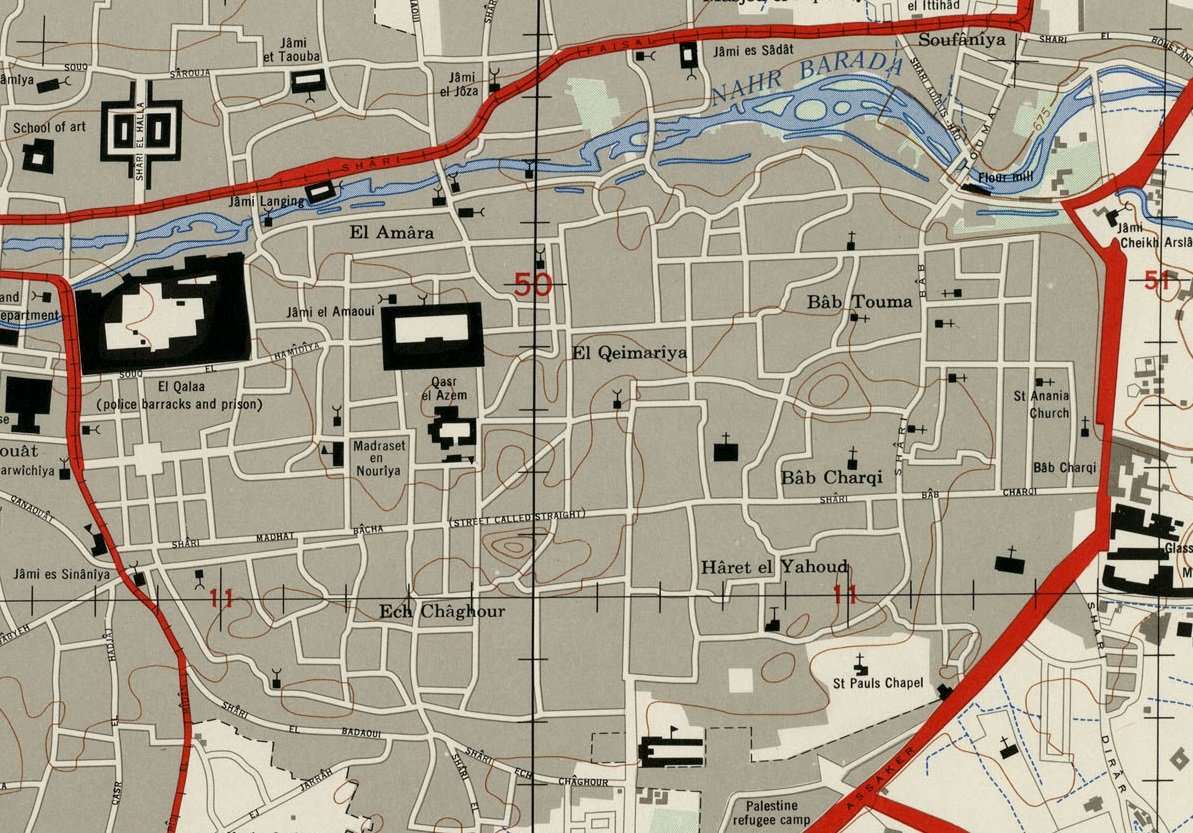
Altstadt von Damaskus 1958, Stadtmauer nicht eingezeichnet. Das Judenviertel im Südosten trägt noch immer diesen Namen (Hâret al-Yahoud,).

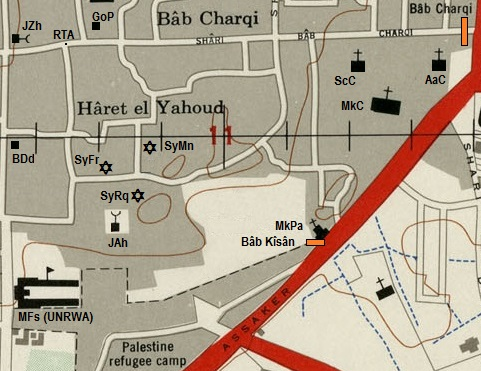
Jüdisches Viertel von Damaskus 1958, Stadtmauer nicht eingezeichnet.
Legende:
Synagoge
SyMn:
Al-Menarscha-Synagoge
SyRq:
Al-Racqy-Synagoge
SyFr:
Al-Farandsch-Synagoge
RTA:
Römischer Triumphbogen
Schule
MFs (UNRWA):
Ehemalige jüdische Schule der AIU, nunmehr in Verwaltung von UNRWA, daneben:
Palestine refugee camp (palästinensisches Flüchtlingslager)
Moschee
JAh:
Rote Moschee (Jâmi al-'Ahmar, vor 636 Synagoge)
Kirchen
AaC:
Armenische St.-Sarkis-Kathedrale
GoP:
Griechisch-Orthodoxes Patriarchat (direkt nördlich davon Mariamitische Kathedrale)
MkC:
Melkitische al-Zeitoun-Kathedrale (vor 1832 karäische Synagoge)
MkPa:
Melkitische Pauluskapelle,
südlich davon (jenseits der Ibn-Assaker-Straße) der ehemalige jüdische Friedhof, dann überbaut mit der Autobahn zum Flughafen
ScC:
Syrisch-Katholische St.-Paul-Kathedrale

Das Jüdische Viertel von Damaskus (arabisch حارة اليهود, DMG Ḥārat al-Yahūd) ist das bis 1948 vor allem von Juden bewohnte Viertel im südöstlichen Teil der Altstadt von Damaskus. Die beiden anderen Stadtviertel sind das muslimische Viertel in der westlichen Hälfte und das christliche Viertel (حارة النصارى, DMG Ḥārat an-Naṣārā) im Nordosten der Altstadt.

## Name
Das Jüdische Viertel der Altstadt von Damaskus war nicht der einzige überwiegend von Juden bewohnte Stadtteil im heutigen Stadtgebiet der Hauptstadt; so lebten bis zu den verheerenden Ausschreitungen im Zuge der Damaskusaffäre 1840 auch in der einst eigenständigen, 2 km nordöstlich des Stadttores Bab Scharqi liegenden, heute aber zur Hauptstadt gehörenden Ortschaft Dschubar vorwiegend Juden. Die dortige Synagoge stand auch nach dem Exodus der Juden bis zu ihrer völligen Zerstörung im Bürgerkrieg in Syrien, allerdings zweckentfremdet als Schule.
Dennoch ist in Publikationen mit „Judenviertel von Damaskus“ das Viertel in der Altstadt gemeint.
Auf neueren Stadtplänen findet man statt der Bezeichnung Hārat al-Yahūd (bisweilen auch die Transkription Hâret al-Yahoud) häufiger den Namen al-Amīn (الأمين) nach der in Nord-Süd-Richtung verlaufenden Straße, die das Viertel nach Westen begrenzt. Der Name al-Amīn leitet sich nach Aussagen des Leiters der jüdischen Gemeinde, Albert Qamoo, von einem schiitischen Gelehrten ab, der einige Jahrzehnte vor dem Exodus der Juden aus Damaskus in das jüdische Viertel zog.

## Ausdehnung
In der Mitte der Geraden Straße (الشارع المستقيم, DMG aš-Šāriʿ al-Mustaqīm), die vom Bāb al-Dschābiya (باب الجابية) im Westen bis zum Osttor Bāb Scharqī (باب شرقي) (Bāb Sharqi) verläuft, befindet sich ein römischer Triumphbogen. Dieser gilt als Grenze zwischen dem muslimischen Teil im Westen und dem christlichen und jüdischen Teil im Osten, wobei im Wesentlichen nördlich der Geraden Straße das christliche und südlich das einstige jüdische Stadtviertel liegt. Allerdings ist der Bereich südlich der Geraden Straße zwischen der Sackgasse Ḥārat az-Zaitūn (حارة الزيتون ‚Olivengasse‘) und dem Bāb Scharqī, der von drei Kathedralen und ihren Einrichtungen dominiert wird, ebenfalls dem christlichen Viertel zuzurechnen. Die Gerade Straße heißt östlich vom römischen Triumphbogen, also im Bereich des christlichen Viertels, offiziell Šāriʿ Bāb Šarqī (شارع باب شرقي). Etwa 80 m westlich vom Triumphbogen zweigt nach Süden die Straße Šāriʿ al-Amīn (شارع الأمين) ab, die ehemalige „Judenstraße“ Šāriʿ al-Yahūd (شارع اليهود), die das jüdische Viertel im Westen begrenzt, während direkt beim Triumphbogen die östlich parallel zur vorgenannten verlaufende asch-Schalah-Straße (جادة الشلاح, DMG Šāriʿ as-Šalāḥ) abgeht.

## Beschreibung des Viertels und Sehenswürdigkeiten
Die Reisebuchautorin Diana Darke beschreibt das Jüdische Viertel im Jahre 2006 als heruntergekommen und verlassen, da die Juden von Damaskus die Stadt ab Ende der 1940er Jahre verließen, zuletzt in einer Emigrationswelle in den 1990er Jahren. Sie beobachtete Anfang der 2000er Jahre vier verlassene Synagogen, alle aus dem 19. und dem 20. Jahrhundert. Viele Häuser hier sind verfallen und in Ruinen. Vor dem Bürgerkrieg gab es deshalb Pläne, die Gegend in ein Künstlerviertel umzugestalten und so wiederzubeleben. 200 m südlich vom Triumphbogen und der Bāb-Scharqī-Straße steht an der asch-Shurafāʾ-Gasse (Al-Shorfaa, زقاق الشرفاء) nahe der al-Amīn-Straße der „arabische Palast“ Beit Dahdah (بيت الدحداح, DMG Bait ad-Daḥdaḥ), der früher der jüdischen Händler- und Bankiersfamilie Farhi (فارحي, DMG Fārḥī) gehörte und nach seinem Besitzer Murād (Mordechai) Farhi (مراد (موردخاي) فارحي) Beit Murād Farhi (بيت مراد فارحي) hieß, später von der christlichen Familie Dahdah gekauft wurde und in dem gelegentlich Feiern und Kulturveranstaltungen stattfinden. Entlang der west-östlich verlaufenden Talat-al-Hidschāra-Straße (شارع تلة الحجارة, „Steinhügelchen-Straße“) reihen sich hier mehrere alte Häuser der Farhi-Familie, darunter auch das große Beit Farhi-Muallim (بيت فارحي-المعلّم) sowie das heutige Hotel Tālīsmān al-Amīn (تاليسمان الأمين). Zwei weitere Anwesen einstiger sephardischer Familien an dieser Straße sind Beit Liniado (بيت لنيادو) und Beit Lisbona (بيت لزبونا). Die Familie Lisbona kam nach der Reconquista aus Lissabon nach Damaskus. In den 1970er Jahren nahm Beit Lisbona eine jüdische Schule auf, was es bis zum Exodus der letzten jüdischen Kinder 1992 blieb. Danach wurde es an die christliche Familie Haddad verkauft.
Laut einem syrischen Tourismusführer gibt es im jüdischen Viertel noch drei intakte Synagogen: Die al-Menarscha-Synagoge (كنيس المنشارة) und die al-Racqy-Synagoge (كنيس الراكي) stehen noch, aber ungenutzt. In der al-Farandsch-Synagoge (كنيس الفرنج), der „Fränkischen Synagoge“, nahe beim Beit Mourad Farhi finden als einziger in Damaskus noch Gottesdienste statt, wobei nur noch sehr wenige Juden in der Stadt leben. Die 2013 im Bürgerkrieg dem Erdboden gleich gemachte, im damals von Rebellen beherrschten Dschubar 2 km nordöstlich liegende Dschobar-Synagoge ist in dem Reiseführer bereits als zerstört genannt. Weiter südlich befindet sich im jüdischen Viertel die Rote Moschee (الجامع الأحمر) von Damaskus.
Geht man vom Osttor kommend und an der südlich abgehenden „Olivengasse“ vorbei die Gerade Straße entlang nach Westen, so kommt man durch einen kleinen Park, wo sich junge Sänger und auch Liebespaare treffen und der als Qischla bezeichnet wird – nach dem Türkischen Wort für „Kaserne“, denn hier befand sich in der Zeit der osmanischen Herrschaft tatsächlich eine Kaserne.

## Geschichte
Juden gab es in Damaskus seit der Zeit König Davids rund ein Jahrtausend vor Christi Geburt. In der Römerzeit lebten zur Zeit Jesu etwa 10.000 Juden in Damaskus, die von einem Ethnarch regiert wurden. In der Apostelgeschichte kann man im 9. Kapitel lesen, dass Saulus mit Briefen an die Synagogen in Damaskus gesandt wurde, dass Anhänger Jesu in diesen gefangen gesetzt werden sollten (Apg 9,2 ). Nach seinem Damaskuserlebnis konnte Saulus etliche Juden für den Glauben an Jesus gewinnen. Dies brachte den Ethnarchen derart auf, dass er Saulus verhaften wollte, doch dieser entkam durch ein Fenster in der Stadtmauer – angeblich Bab Kisan – seinen Häschern (Apg 9,25 ). Im ersten jüdisch-römischen Krieg wurden viele Juden von heidnischen Einwohnern der Stadt getötet. Im fünften Jahrhundert, als das Christentum bereits Staatsreligion im Römischen Reich war – in der Zeit des Talmud –, predigte Rabbi Rafram bar Pappa in der Dschobar-Synagoge.
Mit der islamischen Eroberung von Damaskus 636 durch Chālid ibn al-Walīd begann die islamische Herrschaft über die Stadt. Im Jahre 706 ließ Kalif al-Walid I. die Johannes-der-Täufer-Kathedrale in die Umayyaden-Moschee umwandeln, verfügte aber gleichzeitig, dass die Christen ihre übrigen Kirchen und die Juden ihre Synagogen weiter besuchen könnten, allerdings als Dhimmis bei Zahlung der Dschizya. Ibn ʿAsākir berichtet Anfang des 12. Jahrhunderts, dass nicht nur acht von 14 Kirchen der Stadt verfallen und eine zerstört waren, sondern dass neben drei Kirchen auch die Synagogen in Moscheen umgewandelt worden waren. Nach der Eroberung Jerusalems im Ersten Kreuzzug 1099 gab es nach Damaskus einen Zustrom an etwa 50.000 Juden, die aus Jerusalem vor den Kreuzrittern auf der Flucht waren. So wuchs die jüdische Gemeinde in Damaskus zu einer der größten jüdischen Gemeinden der Welt heran.
Die in Palästina (also auch die aus Jerusalem stammenden) und in Syrien (und damit auch in Damaskus) alteingesessenen Juden wurden als Musta'arabim („Arabischsprecher“) oder Moriscos bezeichnet (heute in Israel Mizrachim genannt). Von diesen zu unterscheiden waren die sephardischen Juden, die durch die Vertreibung aus Spanien nach dem Fall von Granada 1492 ins Land kamen und lange ihre jüdisch-spanische Sprache bewahrten, das Ladino (Judenspanisch). Im 17. bis zum 19. Jahrhundert kamen schließlich etliche Juden aus Italien und Frankreich als Händler nach Damaskus, die als die „Herren Franken“ (Señores Francos) bekannt wurden. Diese europäischen Juden behielten zu großen Teilen ihre Staatsangehörigkeit bei und waren dadurch nicht als Dhimmis der islamischen Gerichtsbarkeit, sondern den europäischen Konsulargerichten gemäß den Kapitulationen des Osmanischen Reiches unterworfen. So zahlten Mitte des 19. Jahrhunderts von den 4000 Juden in Damaskus nur etwa 1000 – Dhimmis – die Kopfsteuer. Im Munizipalrat von Damaskus waren seinerzeit zwei Plätze für Christen und einer für einen Juden reserviert, doch wurden diese Plätze oft nicht eingenommen. Die jüdische Gemeinschaft der Karäer starb in Damaskus in dieser Zeit aus, und ihre Synagoge (Kenessa) wurde an die Melkitische Griechisch-katholische Kirche verkauft. Auf dem Baugrund der karäischen Synagoge entstand in den Jahren von 1832 bis 1834 die melkitische Kathedrale von Damaskus, die al-Zeitoun-Kirche. Das Verschwinden des Paters Tomaso und seines muslimischen Dieners Ibrahim Amara am 5. Februar 1840 aus dem heute nicht mehr existierenden Kapuzinerkloster führten zur so genannten Damaskusaffäre, bei der Juden der Stadt des Ritualmords angeklagt wurden und es zu schweren Ausschreitungen gegen Juden kam.
Nach dem Massaker an bis zu 6000 Christen in Damaskus im Bürgerkrieg im Libanongebirge am 9. Juli 1860 durch drusische Milizen wurden nicht nur Drusen und Muslime, sondern auch die Juden von Damaskus der Teilnahme angeklagt. 500 Muslime wurden unter Aufsicht des Großwesirs Fuad Pasha in einer Massenhinrichtung gehängt. Die jüdische Gemeinde musste 4 Millionen Piaster zahlen, und auch 200 Juden sollten hingerichtet werden. Angesichts ihrer offenbaren Unschuld intervenierten sowohl Fuad Pasha als auch der preußische Konsul Johann Gottfried Wetzstein, der englische jüdische Unternehmer Moses Montefiore wie auch die Bankiers Abraham Camondo (Istanbul) und Shemaya Angel (Damascus), und die Hinrichtung konnte verhindert werden.
Um das Jahr 1900 hatte das jüdische Viertel von Damaskus acht Synagogen, die ihre Ursprünge laut der lokalen Überlieferung teilweise im 16. Jahrhundert hatten. Die Zahl der Juden in Damaskus wurde auf etwa 11.000 von rund 160.000 Einwohnern beziffert.
Einen tiefen Einschnitt – kurz nach der Gründung des Staates Israel am 14. Mai 1948 – bedeutete für die Juden von Damaskus der Angriff auf die Menarscha-Synagoge des Viertels durch muslimische Täter am 8. August 1949, bei dem zwölf Menschen starben und nach dem viele Juden die Stadt fluchtartig in Richtung Israel verließen. So begann der Verfall des auch als al-Amin bekannten ehemaligen Judenviertels. Die Schule der Alliance Israélite Universelle (AIU) im Süden des jüdischen Viertels wurde 1948 geschlossen und vom Hilfswerk der Vereinten Nationen für Palästina-Flüchtlinge im Nahen Osten (UNRWA) übernommen. Nach der Nakba ließ die syrische Regierung im jüdischen Viertel von Damaskus in verlassenen Häusern palästinensische Flüchtlinge unterbringen. Nach Aussagen des Leiters der jüdischen Gemeinde Albert Qamoo kam es hierdurch zu erheblichen Konflikten, während zuvor die Beziehungen der Juden zu den Muslimen und Christen der Stadt unproblematisch bis herzlich gewesen seien.

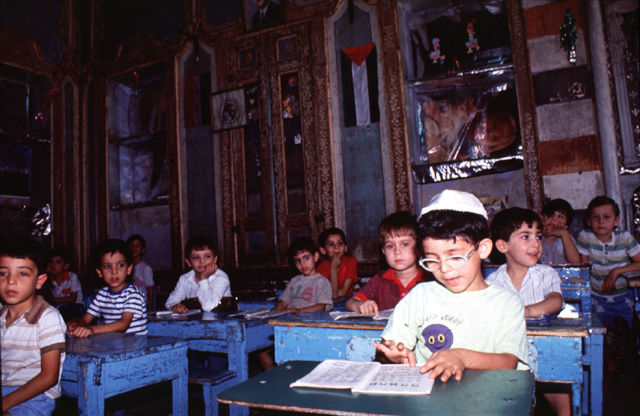
Schüler in der jüdischen Maimonides-Schule, Beit Lisbona, im jüdischen Viertel, 9. Februar 1991

Die Juden in Syrien und somit auch in Damaskus lebten unter strengen Restriktionen. Sie durften beispielsweise nicht Mitglieder der Sicherheitsorgane werden, und nur Einzelpersonen, nicht jedoch ganze Familien, durften außer Landes reisen. Der jenseits der Stadtmauer südlich vom jüdischen Viertel gelegene jüdische Friedhof wurde mit der Autobahn zum Flughafen Damaskus überbaut. 1992 lebten noch etwa 4000 Juden in Damaskus. Ab dem Pessach-Fest 1992 gestattete die Regierung von Hafiz al-Assad den Juden Syriens die Ausreise, wenn sie versicherten, nicht nach Israel auszuwandern. Innerhalb weniger Monate wanderte ein großer Teil von ihnen in die Vereinigten Staaten, insbesondere nach Brooklyn aus, einige wenige nach Frankreich und in die Türkei. Das jüdische Viertel von Damaskus wurde danach als „zu 90 % leer“ (unbewohnte Häuser) beschrieben.
Vor dem Bürgerkrieg gab es Pläne, die Gegend in ein Künstlerviertel umzugestalten. Die al-Menarscha-Synagoge und die al-Racqy-Synagoge überstanden die Zeit und sind weiterhin zugänglich, ohne jedoch noch als Synagogen genutzt zu werden. Nur in der al-Farandsch-Synagoge (auch: al-Faranj, al-Frenj oder Elfrange), der „Fränkischen Synagoge“, finden noch Gottesdienste statt, und nur sehr wenige Juden leben noch in der Stadt. In einem Bericht der Times of Israel vom November 2019 wurde behauptet, dass es in Syrien inzwischen keinen einzigen Juden mehr gebe. Dem widersprechen Forschungen der Journalistin und Fotografin Rania Kataf, die in den Jahren 2019 und 2020 in Damaskus noch zwölf Juden, alle höheren Alters, als letzte Juden Syriens ausfindig machte und Interviews mit ihnen führte. Sie sorgten 2019 für eine Renovierung ihrer letzten aktiven Synagoge, der al-Farandsch-Synagoge. Sie gilt auch als die älteste noch vorhandene Synagoge in Damaskus und soll von sephardischen Juden gegründet worden sein, die Ende des 15. Jahrhunderts nach der Reconquista Spaniens als Flüchtlinge nach Damaskus kamen. Der russische Präsident Wladimir Putin kündigte 2019 an, den Juden in Syrien zu helfen, ihre heiligen Stätten wieder aufzubauen.

## Wirtschaftszweige der Juden von Damaskus
Unter den Juden von Damaskus gab es eine Ober-, Mittel- und Unterschicht, die alle drei im jüdischen Viertel präsent waren. In der Oberschicht waren Bankiers und Textilhändler vertreten, und der Handel mit Gold und Diamanten wurde bis in die Zeit der Republik maßgeblich von Juden beherrscht. Die Bankiersfamilie Farhi, die mehrere prächtige Häuser im jüdischen Viertel besaß, spielte im Dienst für das Banken- und Steuersystem des Osmanischen Reiches eine wichtige Rolle. Viele Juden von Damaskus waren als Kunsthandwerker, Silber- und Goldschmiede oder im Treiben von Kupfer oder Messing tätig. Auch viele Frauen arbeiteten in diesen Handwerken. Der 1944 in Damaskus geborene jüdische Kunsthandwerker Maurice Nseiri, der 1992 in die USA auswanderte, stattete nicht nur die al-Farandsch-Synagoge mit seinen mit Silber verarbeiteten Messingarbeiten aus, sondern gestaltete auch die großen Tore des syrischen Präsidentenpalastes in Damaskus und belieferte Moscheen, Königspaläste und reiche Herren in Saudi-Arabien, Katar und Kuwait. Andere Juden hatten Positionen in Wissenschaft, Medizin und Technik, wobei unter anderen die Ärzte Hasbani und Totah in Damaskus bekannt und beliebt waren. Ein privater Metzger schlachtete in Damaskus für koscheres Fleisch. Sehr viele Jüdinnen arbeiteten als Schneiderinnen in einer der zahlreichen Nähwerkstätten des jüdischen Viertels.
Unter Schukri al-Quwatli wurde 1948 das jüdische Wirtschaftsleben massiv eingeschränkt. Nach Aussage von Rachel Qamoo (راشيل قمعو), der Schwester des Vorsitzenden der jüdischen Gemeinde (seit 2006), Albert Qamoo (ألبير قمعو), gingen viele Juden pragmatisch mit der Ankunft der Palästinenser nach 1948 um, indem sie diese in ihren Betrieben beschäftigten und so auch einen Abbau der Spannungen ermöglichten. Nach ihrer Überzeugung sahen die Juden von Damaskus die Herrschaft von Hafiz al-Assad als eine Zeit der Erleichterungen und einer neuen wirtschaftlichen Blüte, in der die Juden nach langer Zeit wieder wie Bürger Syriens behandelt wurden und auch außerhalb ihres Stadtviertels Geschäfte eröffneten.
Die von den Juden zurückgelassenen Häuser werden von einer „Stiftung für jüdisches Eigentum“ (مؤسسة أملاك اليهود) verwaltet. Einige der Häuser wurden an nichtjüdische Syrer vermietet, andere verkauft, während weitere dem Vorsitzenden der jüdischen Gemeinde, jetzt also Albert Qamoo, zur Verantwortung überlassen wurden. Rachel und Albert Qamoo gaben 2019 als ihre wichtigste Lebensaufgabe an, sämtliche Synagogen von Damaskus für die Zukunft zu sichern, bevor sie in Frieden zu ihren Verwandten auswandern können.